# Diphyus flavicornis
Diphyus flavicornis är en stekelart som först beskrevs av Tohru Uchida 1926.  Diphyus flavicornis ingår i släktet Diphyus och familjen brokparasitsteklar. Inga underarter finns listade i Catalogue of Life.